# Exército de Libertação de Marrocos
O Exército de Libertação de Marrocos (em árabe: جيش التحرير, Jayshu-t-tahrīr; em francês: Armée de Libération) foi uma organização que lutou pela independência do Marrocos. 
Em 1956, unidades do exército (regular) começaram a infiltrar-se em Ifni e noutros territórios do Saara espanhol (hoje conhecido como Saara ocidental), para reclamá-los como parte integrante de Marrocos. Com o apoio inicial do governo de Marrocos, o exército reuniu tribos Saaraui no Saara espanhol e desencadearam uma rebelião em larga escala. Em princípios de 1958, o rei de Marrocos reorganizou as unidades do exército da libertação que lutavam no Saara espanhol como o "Exército de Libertação do Saara".
A revolta no Saara espanhol terminou ainda nesse ano com uma ofensiva conjunta de França e Espanha. O rei de Marrocos assinou um acordo com os espanhóis, no qual Espanha devolvia a província de Tarfaya a Marrocos. Parte do Exército da Libertação foi absorvido pelas forças armadas de Marrocos.
Marrocos vê as batalhas do Exército de Libertação no Saara ocidental e das tribos Saaraui unidas sob a bandeira marroquina como prova da lealdade do Saara ocidental para com a coroa marroquina, enquanto que simpatizantes da  Frente Polisário vêm essas batalhas apenas como um movimento anti-colonização dirigido contra Espanha. Veteranos Saaraui do Exército de Libertação ainda existem hoje em ambos os lados do conflito do Saara ocidental e tanto o Reino de Marrocos como a República Árabe Saaraui Democrática celebram o movimento como parte da sua história politica.